# Desmeocraera kiriakoffi
Desmeocraera kiriakoffi is een vlinder uit de familie tandvlinders (Notodontidae). De wetenschappelijke naam van deze soort is voor het eerst geldig gepubliceerd in 1977 door Thiaucourt.
De soort komt voor in tropisch Afrika.